# Провадийска река
Провадийска река е река в Североизточна България, област Шумен – общини Хитрино, Шумен и Каспичан и област Варна – общини Ветрино, Провадия, Аврен и Белослав, вливаща се в Белославското езеро. Дължината ѝ е 119 km, която ѝ отрежда 22-ро място в България.

## Географска характеристика

### Извор, течение, устие
Провадийска река води началото си под името Каменица от карстов извор в Самуиловските височини на 441 m н.в., на 70 m северозападно от шуменското село Боян, община Венец. Горното ѝ течение преминава през географската област Овче поле в югоизточна посока в широка долина. От град Каспичан до град Провадия долината ѝ придобива проломен характер и отделя Провадийското плато на югозапад, платото Стана на север и Добринското плато на изток. След Провадия реката прави голяма дъга изпъкнала на юг, завива на север, а в най-долното течение на североизток и на 2,6 km североизточно от село Разделна, община Белослав се влива в югозападния ъгъл на Белославското езеро, което от своя страна се оттича в Черно море .

### Водосборен басейн, притоци
Площта на водосборния басейн на Провадийска река е 2131,8 km2, като на север граничи с водосборните басейни на реките Канагьол и Суха река и Батова река, вливаща се в Черно море, а на юг – с водосборния басейн на река Камчия.
Основни притоци – → ляв приток, ← десен приток:
- → Капаклъдереси
- ← Мътнишка река (Мътеница, Мадара)
- → Крива река
- → Златина
- → Язтепенска река
- → Наджакдере
- ← Главница
- → Манастирска река
- → Девня (влива се в Белославското езеро)

### Хидроложки показатели
Провадийска река е с дъждовно-снежно подхранване, с максимален отток през февруари-март, а минимален – август-септември. Среден отток при село Синдел 2,4 m3/s.

## Селища
По течението на реката са разположени 2 града и 11 села:
- Област Шумен

- Община Хитрино – Единаковци, Добри Войниково, Хитрино, Каменяк;
- Община Каспичан – Каспичан;

- Област Варна

- Община Провадия – Венчан, Златина, Провадия, Бързица;
- Община Аврен – Юнак, Синдел, Тръстиково;
- Община Белослав – Разделна.

## Стопанско значение
Водите на реката основно се използват за напояване и промишлени нужди. Голяма част от горното и цялото долно течение на реката е коригирано с водозащитни диги против наводнения.
По долината на реката преминават и части от два пътя от Държавната пътна мрежа:
- на протежение от 8,9 km в участъка между село Златина и град Провадия, част от второкласен път № 208 Ветрино – Провадия – Айтос;
- на протежение от 12,8 km в участъка между село Бързица и град Провадия, част от второкласен път № 904 Старо Оряхово – Долни чифлик – Провадия.

По цялото протежение на долината на Провадийска река преминава част от трасето на жп линията Русе – Варна.

## Редки или изчезващи видове риби, откривани в реката
В реката се срещат следните риби, рядко срещани в България:
- Кедринка(Gasterosteus aculeatus L.)
- Кавказко попче(Knipowitschia caucasica Berg)
- Дългоопашато попче (Knipowitschia longicaudata)[3]

## Топографска карта
- Лист от карта K-35-18. Мащаб: 1 : 100 000.
- Лист от карта K-35-19. Мащаб: 1 : 100 000.
- Лист от карта K-35-31. Мащаб: 1 : 100 000.
- Лист от карта K-35-32. Мащаб: 1 : 100 000.